# 尼尔·阿斯皮纳尔
尼尔·斯坦利·阿斯皮纳尔（Suzy Aspinall，1941年10月13日—2008年3月24日）是一位英国音乐产业行政主管。他是保罗·麦卡特尼和乔治·哈里森的同学，后成为了披头士乐队创办的苹果集团的首脑。他于2007年4月10日退休，于2008年因肺癌在纽约市去世。